# 文前路
文前路 ( wenqian Rd. )為高雄市鳥松區的南北向道路，南起於中正路口，北止於松藝路口銜八德南路，是澄清湖周邊的重要道路，也是是往來仁武區及鳥松區的重要道路 。

## 行經行政區域
- 鳥松區

## 沿線設施
（由南至北）
- 三亭攬勝 (淡如亭 、有如亭 、清如亭)
- 澄清湖青年活動中心
- 無極三花主母總堂 (無極玉皇宮)
- 澄清湖風景區文前路售票亭

## 相關連結
- 高雄市主要道路列表